# Скотт, Джеймс, 1-й герцог Монмут
Джеймс Скотт, 1-й герцог Монмут и 1-й герцог Баклю (англ. James Scott, 1st Duke of Monmouth, 1st Duke of Buccleuch; 9 апреля 1649[…], Роттердам, Южная Голландия — 15 июля 1685[…], Тауэр-Хилл или Лондон) — внебрачный сын короля Англии Карла II от Люси Уолтер. После смерти отца (1685 год) попытался использовать недовольство английских протестантов новым королём, католиком Яковом II, чтобы захватить престол. Поднял мятеж, но потерпел поражение при Седжмуре, попал в плен и был обезглавлен.

## Биография

### Происхождение

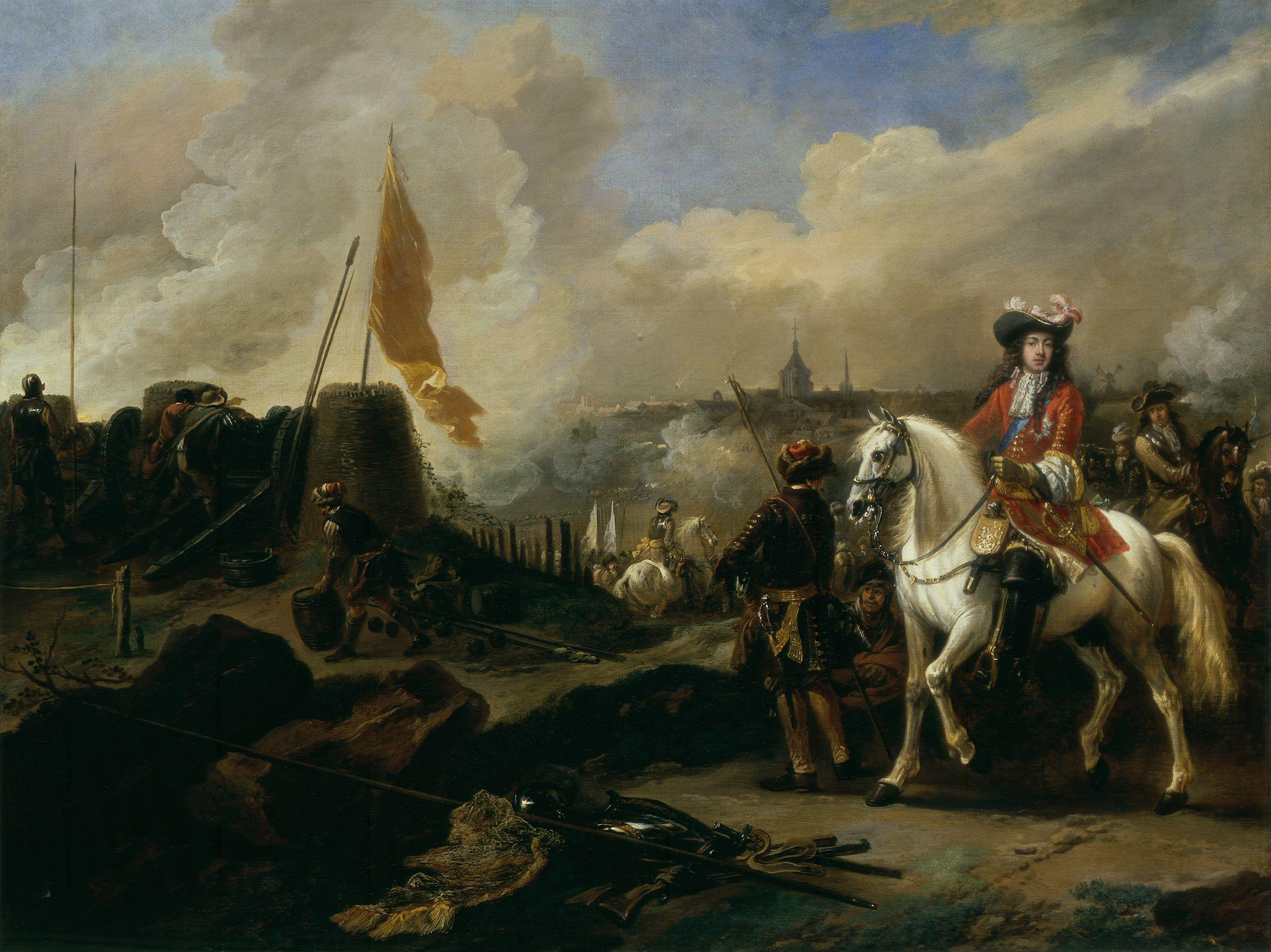
Герцог Монмут на войне с голландцами в 1672 г. Худ. Ян Вик

Будущий герцог Монмут родился 9 апреля 1649 года в Роттердаме, в Республике Соединённых провинций. Его матерью была незамужняя особа по имени Люси Уолтер, английская эмигрантка, принадлежавшая к старинному, но незнатному роду валлийского происхождения. Любовником Уолтер в то время был Чарльз Стюарт (впоследствии Карл II), старший сын казнённого 30 января того же года короля Англии Карла I, вынужденный уехать на континент из-за революции. Он сразу признал ребёнка своим. Первая встреча Чарльза с Люси произошла примерно за 9 месяцев до рождения сына, но в Нидерланды принц прибыл только в середине сентября 1648 года (за семь месяцев). Поэтому позже ходили слухи, что отцом Монмута был кто-то другой — например, полковник Роберт Сидни (младший сын 2-го графа Лестера), предыдущий любовник Уолтер. Говорили, что Монмут очень похож на Сидни и что он слишком красив, чтобы быть сыном Карла II.
Возможно, распространению таких слухов помогал младший брат Чарльза Джеймс, герцог Йоркский, который мог видеть в своём племяннике, хоть и внебрачном, опасного конкурента в борьбе за трон. Имели место и иные слухи — будто в Роттердаме Чарльз тайно женился на Уолтер. Впоследствии Монмут утверждал, что так и было и что у него есть доказывающие это документы, но никому их не показывал. Его отец же после вступления на престол торжественно поклялся, что не заключал никакой тайный брак.
В 2012 году исследователи провели ДНК-тест потомка Монмута, герцога Ричарда Баклю, и выяснили, что Ричард является потомком Стюартов по прямой мужской линии; это стало однозначным доказательством в пользу того, что Карл II — биологический отец Монмута.

### Ранние годы
Первые годы своей жизни будущий герцог Монмут провёл в Нидерландах. Пока его отец пытался отвоевать у республиканцев короны Шотландии и Англии, его мать завела нового любовника, Теобальда Тааффе, от которого в 1651 году родила дочь, Мэри. Чарльз Стюарт вернулся на континент в конце того же года и немедленно разорвал отношения с Уолтер. Та следующие четыре года путешествовала с детьми по всей Западной Европе, регулярно оказываясь в центре скандала; поэтому монархисты предложили ей вернуться в Англию в обмен на пенсию в пять тысяч ливров. Уолтер согласилась и уехала вместе с детьми в Лондон, но республиканские власти заподозрили её в шпионаже и вскоре выслали обратно на континент (1656 год). Уолтер попыталась восстановить отношения с Чарльзом, используя для этого сына, но потерпела неудачу. Наконец, в 1658 году она передала девятилетнего Джеймса приближённым его отца. В конце того же года мать будущего герцога Монмута умерла от венерической болезни.
Джеймс некоторое время жил в Париже и в Фамийи в Нормандии, под опекой баронета Уильяма Крофтса, чью фамилию он начал носить. В 1660 году в Англии произошла реставрация монархии: Чарльз Стюарт стал королём Карлом II. Юный Крофтс, тоже перебравшийся в Англию, 14 февраля 1663 года получил от отца специально созданный титул герцога Монмута, делавший его членом Палаты Лордов, а также дочерние титулы графа Донкастера и барона Скотта из Тиндейла. Кроме того, король устроил своему бастарду выгодный брак — с Энн Скотт, 4-й графиней Баклю, наследнице владений и титулов знатного шотландского рода. На следующий день после свадьбы (21 апреля 1663 года) Джеймс стал герцогом Баклю, графом Далкейтом, лордом Уинчестером и Эскдейлом, пэром Шотландии. С этого момента он носил фамилию Скотт.

### Карьера
Во время отцовского правления Монмут занимал ряд постов в армии и на флоте. В 1665 году он принял участие во Второй англо-голландской войне под началом своего дяди, герцога Йоркского; в июне 1666 года вернулся в Англию и стал капитаном кавалерии, а в сентябре 1668 года был повышен до полковника. Когда началась Третья англо-голландская война (1672 год), Монмут возглавил 6-тысячную бригаду, направленную на континент, на соединение с французской армией. Он участвовал и в кампании 1673 года — в частности, в осаде Маастрихта, где заслужил репутацию одного из лучших военных Англии.
В апреле 1673 года Монмут был назначен лордом-лейтенантом Ист-Райдинг-оф-Йоркшира и губернатором Кингстон-апон-Халла. Годом позже он стал канцлером Кембриджского университета. Тогда же Карл II распорядился, чтобы все приказы по военному ведомству сначала направлялись на изучение к Монмуту; в результате последний получил контроль над армией и флотом. В марте 1677 года он стал ещё и лордом-лейтенантом Стаффордшира. В 1678 году герцог во главе англо-голландской бригады участвовал в защите Республики Соединённых провинций от французского вторжения и отличился в битве при Сен-Дени. В 1679 году он руководил подавлением восстания ковенантеров в Шотландии. При Босуэлл-Бридже он одержал полную победу над превосходившими его численностью, но плохо вооружёнными и плохо организованными повстанцами.

### Мятеж

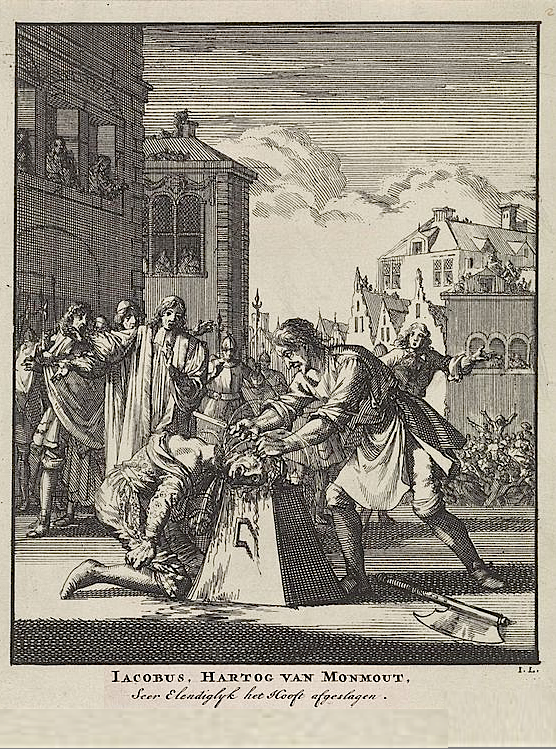
Казнь Монмута в Тауэре 15 июля 1685 г. Гравюра Яна Лёйкена

С определённого момента многие англичане видели в Монмуте наследника престола: его отец не имел сыновей, рождённых в браке, а единственный брат Карла II, герцог Йоркский, будущий Яков II, перешёл в католичество, чем вызвал всеобщую неприязнь. Монмут же отличался приверженностью протестантизму, и его популярность постоянно росла. В 1679 году парламентская оппозиция предложила отстранить герцога Йоркского от престолонаследия и объявить наследником Монмута. Король эту инициативу отклонил, и его бастарду пришлось уехать в Голландию. В 1683 году в Англии был раскрыт заговор, участники которого хотели убить короля и герцога Йоркского; в причастности к этому заговору обвинили и Монмута.
После смерти Карла II и восшествия на престол Якова II в апреле 1685 года герцог Монмут покинул Голландию, высадился на побережье Англии и возглавил мятеж, объявив о своих претензиях на престол. Мятеж был поддержан протестантами, недовольными католицизмом Якова II. Спустя месяц мятеж был разгромлен, а сам герцог казнён.

### Казнь
По свидетельствам очевидцев, состоявшаяся 15 июля 1685 года на Тауэр-Хилл казнь Монмута была мучительной. Ненавидевший англичан, или просто психически неуравновешенный, палач-ирландец Джек Кетч, получивший от герцога шесть гиней, так и не смог снести ему голову даже с пяти (по другим данным, восьми) ударов и прикончил осуждённого, лишь окончательно отрезав её мясницким ножом.

## Жена и дети
С 20 апреля 1663 года герцог Монмут был женат на Энн Скотт (1651—1732), младшей из двух дочерей Фрэнсиса Скотта, 2-го графа Баклю, пэра Шотландии. В этом браке родилось семеро детей:
1. Изабелла (ум. 1768)
2. Чарльз (1672—1674), граф Донкастер
3. Джеймс[англ.] (1674—1705), граф Далкейт, родоначальник существующей до настоящего времени линии герцогов Баклю.
4. Энн (1675—1685)
5. Генри[англ.] (1676—1730), граф Делорейн (англ.)
6. Фрэнсис (1678—1679)
7. Шарлотта (р./ум. 1683)

От любовницы Элеоноры Нидхейм, дочери члена Палаты общин Роберта Нидхейма (англ.), имел троих признанных им внебрачных детей, получивших фамилию Крофтс:
1. Джеймс (англ., ок. 1683—1732), полковник, позже генерал-майор
2. Генриетта (англ., ок. 1682—1730), в замужестве герцогиня Болтон
3. Изабель, умерла в юном возрасте.